# Otto (canottaggio)

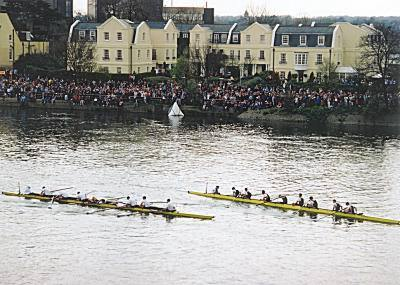
Due equipaggi di otto dopo l'arrivo di una competizione

L'otto con (abbreviato 8+) è un'imbarcazione con cui si pratica lo sport del canottaggio. 

## Descrizione

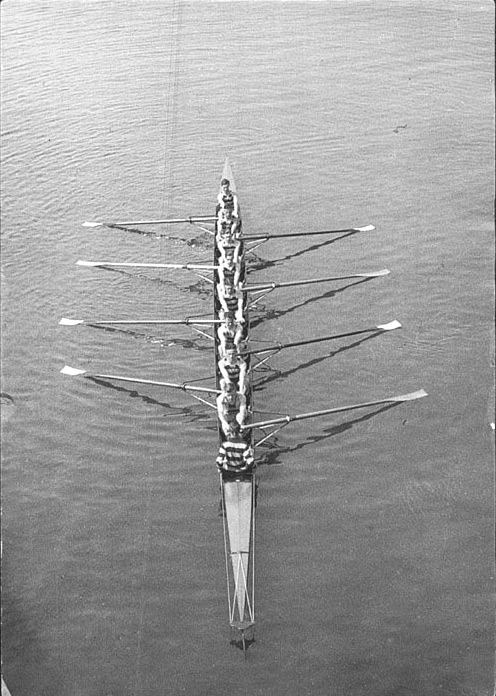
Un armo visto dall'alto, da poppa

L'imbarcazione è simile alle altre ma più lunga, vi sono otto atleti a bordo, più un timoniere (posto a poppa), ognuno ha a disposizione un remo.Di norma i vogatori nelle posizioni 1, 3, 5 e 7 remano alla sinistra del timoniere, mentre i vogatori 2, 4, 6 ed 8 remano dal lato opposto, poi si può avere la possibilità di montare le scalmire con la coppia centrale (chiamato sistema moto guzzi), e non di rado si vedono tali modifiche alle finali dei campionati del mondo e olimpiadi.
La presenza del timoniere si rende necessaria a causa della velocità della barca. Per questo motivo non è prevista la versione senza timoniere.
Esiste anche una variante su cui si rema di coppia che però è usata raramente, tanto che non è inclusa nei programmi delle competizioni internazionali, ma semmai è utilizzata in alcune competizioni fluviali a carattere locale e folcloristico.